# Greenville Groove
Greenville Groove fue un equipo de baloncesto estadounidense ya desaparecido, que jugó en la NBA Development League, la Liga de Desarrollo auspiciada por la NBA, entre los años 2001 y 2003. Tenía su sede en la localidad de Greenville, en el estado de Carolina del Sur. Disputaban sus partidos en el Bi-Lo Center, un estadio con capacidad para 14.897 espectadores. Fue el primer equipo en ganar la competición, en la temporada 2001-02.

## Historia
El equipo fue fundado en 2001, consiguiendo ser uno de los ocho elegidos para el estreno de la NBA D-League. Su mayor éxito lo logró en su primera temporada, cuando consiguió ganar el campeonato en su primera temporada, ganando a los North Charleston Lowgators por 2 a 0.
Tras dos temporadas, la NBA Development League decidió no renovar su participación en la liga, desapareciendo el equipo.

## Trayectoria
Esta es la trayectoria de los Patriots en la NBADL:
| Temporada | Ganados | Perdidos | Clasificación |
| --------- | ------- | -------- | ------------- |
| 2001-2002 | 40      | 21       | Campeón       |
| 2002-2003 | 20      | 26       | 8º            |

## Jugadores destacados
- Lynn Greer (Olimpiakos)
- Billy Thomas (Cleveland Cavaliers)